# Александров Юрій Олександрович
Юрій Олександрович Александров (рос. Юрий Александрович Александров; 24 червня 1988, м. Череповець, СРСР) — російський хокеїст, захисник. Виступає за СКА (Санкт-Петербург) у Континентальній хокейній лізі.
Вихованець хокейної школи «Сєвєрсталь» (Череповець). Виступав за «Сєвєрсталь-2» (Череповець), «Сєвєрсталь» (Череповець), «Алмаз» (Череповець), «Провіденс Брюїнс» (АХЛ), СКА (Санкт-Петербург), «Авангард» (Омськ).
У складі національної збірної Росії учасник EHT 2013 і 2014. У складі молодіжної збірної Росії учасник чемпіонатів світу 2007 і 2008. У складі юніорської збірної Росії учасник чемпіонату світу 2006.
Досягнення
- Фіналіст Кубка Гагаріна (2012)
- Срібний призер молодіжного чемпіонату світу (2007), бронзовий призер (2008).